# José Magriñá
José Antonio Magriñá (1912. március 20. – ?), kubai válogatott labdarúgó.
A kubai válogatott tagjaként részt vett az 1938-as világbajnokságon.

## Külső hivatkozások
- José Magriñá – a FIFA adatbázisában